# Bae Woo-hee
Dans ce nom coréen, le nom de famille, Bae, précède le nom personnel.
Pour les articles homonymes, voir Bae.
Bae Woo-hee, aussi connue sous le nom de scène de Woohee, (coréen : 배우희), née le 21 novembre 1991 à Pusan) est une chanteuse et actrice sud-coréenne.

## Carrière
Elle est élève du Dong-ah Institute of Media and Arts en 1999.
Bae est d'abord une stagiaire de l'agence de divertissement Medialine Entertainment, où elle fait ses débuts au sein du girl band Viva Girls. Le projet prend fin début 2011 en raison de difficultés financières au sein de l'agence. Bae devient ensuite stagiaire chez Happy Face Entertainment. Le 24 mai 2012, Bae rejoint le groupe pop girl Dal Shabet, où elle remplace l'ancien membre Viki. Dal Shabet publie sa première vidéo teaser de Woohee le 1er juin 2012.
Bae écrit et compose la chanson Maybe, un morceau du sixième EP de Dal Shabet, Be Ambitious, sorti le 20 juin 2013. Bae collabore avec le groupe Every Single Day pour sortir le morceau Nap, qui est inclus dans l'EP du groupe Sky Bridge. Le morceau sort le 27 août 2013, accompagné d'un clip vidéo dans lequel Bae apparaît. Bae fait ses débuts d'actrice dans la série dramatique diffusée sur le web Infinite Power, où elle joue le personnage récurrent Han Su-ja. Le 14 novembre 2013, Bae sort son premier morceau solo, Towards Tomorrow, pour la bande originale de la série. En 2014, elle fait un caméo dans le film d'horreur The Tunnel. Bae sort Hello My Love le 29 avril 2014 pour la bande originale du drama de MBC, Jang Bo-ri Is Here!.
En juin 2015, Bae tient une figuration dans The Time We Were Not in Love, série romantique de SBS.
Le 5 janvier 2016, Bae sort son deuxième morceau solo, Love Hurts, dans le neuvième EP de Dal Shabet, Naturalness.
En 2017, Bae prend part au concours d'idoles de KBS The Unit: Idol Rebooting Project avec sa collègue Serri, membre de Dal Shabet. Le 10 février 2018, lors du dernier épisode de The Unit, Bae se classe septième parmi les concurrentes féminines et devient membre du line-up féminin final qui s'appellera Uni.T qui durera jusqu'en septembre. En décembre 2018, Happy Face Entertainment annonce la démission de toutes les membres de Dal Shabet avec l'agence. En janvier 2019, Woohee s'engage avec Fly Up Entertainment.
Bae organise une réunion de fans de son œuvre personnelle Between Us au Unexpected Theatre de Seongbuk-gu, Séoul, le 29 juillet 2022. Le 8 octobre 2022, elle remporte aux Korea Drama Awards le prix du meilleur espoir féminin pour sa participation à la série Business Proposal.

## Discographie
Singles
- 2013 : Nap
- 2013 : Towards Tomorrow
- 2014 : Hello My Love

## Filmographie
Cinéma
- 2014 : The Tunnel

Séries télévisées
- 2015 : The Time We Were Not in Love
- 2019 : Home for Summer
- 2020 : Birthcare Center
- 2022 : Business Proposal